# 6022 Jyuro
A 6022 Jyuro (ideiglenes jelöléssel 1992 UB4) a Naprendszer kisbolygóövében található aszteroida. Endate, K. és Vatanabe Kazuró fedezte fel 1992. október 26-án.